# 芸贵人
芸贵人（18世纪—1805年），姓名不詳，清朝嘉慶帝之貴人。

## 生平
嘉庆九年（1804年），在外八旗选秀中，被指定為芸贵人而入宮。《爱新觉罗宗谱·星源集庆》记“氏族未详”。
《宮中雜件·隨宮報奏底檔》記載，嘉慶十年（1805年）七月十八日卯時，芸貴人被搬至翊坤宮，七月十九日寅時病重不治，卯時移出翊坤宮。芸貴人之喪葬礼仪与李贵人的丧礼相同；十一月二十三日奉移殯宮，內庭主位到吉安所芸貴人采棺暫安處前奠酒；十二月十一日入葬昌陵妃园寝。

## 影视作品
- 電視劇

| 年份 | 劇名       | 演員   | 剧中姓名  | 劇中稱謂 |
| 2013 | 金枝慾孽貳 | 葉凱茵 | 郎佳·絳芸 | 芸妃     |
| 2018 | 天命       | 陳婉婷 |           | 雲貴人   |